# Liste der Lieder von Unheilig
Dies ist eine Liste der aufgenommenen und veröffentlichten Lieder der deutschen Band Unheilig. Die Reihenfolge der Titel ist alphabetisch sortiert. Sie gibt Auskunft über die Urheber und auf welchem Tonträger die Komposition erstmals zu finden ist. Ausgenommen in dieser Liste sind Remixe und eigene Neuauflagen (Coverversion) ohne andere Besetzung.

## Eigenkompositionen

### A
| Titel                       | Autoren                                                 | Album                                             | Jahr |
| --------------------------- | ------------------------------------------------------- | ------------------------------------------------- | ---- |
| Abwärts                     | Der Graf, Henning Verlage                               | Große Freiheit                                    | 2010 |
| Alles hat seine Zeit        | Der Graf, Kiko Maßbaum, Markus Tombült, Henning Verlage | Gipfelstürmer                                     | 2014 |
| Als wär’s das erste Mal     | Der Graf, Markus Tombült, Henning Verlage               | Alles hat seine Zeit - Best of Unheilig 1999-2014 | 2014 |
| An deiner Seite             | Der Graf                                                | Puppenspiel                                       | 2008 |
| Armageddon                  | Der Graf, Grant Stevens, José Alvarez-Brill             | Phosphor                                          | 2001 |
| Astronaut                   | Der Graf                                                | Moderne Zeiten                                    | 2006 |
| Auf ein letztes Mal (Intro) | Der Graf, Markus Tombült, Henning Verlage               | Von Mensch zu Mensch                              | 2016 |
| Auf Ewig                    | Der Graf, Henning Verlage                               | Lichter der Stadt (Winter-Edition)                | 2012 |
| Auf Kurs                    | Der Graf, Henning Verlage                               | Große Freiheit (Limited-Edition)                  | 2010 |
| Auf zum Mond                | Der Graf                                                | Zelluloid                                         | 2004 |

### B
| Titel         | Autoren                   | Album             | Jahr |
| ------------- | ------------------------- | ----------------- | ---- |
| Brenne auf    | Der Graf, Henning Verlage | Lichter der Stadt | 2012 |
| Brief an Dich | Der Graf                  | Schattenspiel     | 2008 |
| Bruder        | Der Graf                  | Schutzengel EP    | 2003 |

### C
| Titel           | Autoren                                     | Album    | Jahr |
| --------------- | ------------------------------------------- | -------- | ---- |
| Close Your Eyes | Der Graf, Grant Stevens, José Alvarez-Brill | Phosphor | 2001 |

### D
| Titel                        | Autoren                                                     | Album                       | Jahr |
| ---------------------------- | ----------------------------------------------------------- | --------------------------- | ---- |
| Damien                       | Der Graf                                                    | Schutzengel EP              | 2003 |
| Das Leben ist meine Religion | Thorsten Brötzmann, Der Graf                                | Zeit zu gehen (Single)      | 2014 |
| Das Leben ist schön          | Oliver Pinelli, Der Graf                                    | Lichter der Stadt           | 2012 |
| Das Licht                    | Der Graf, Henning Verlage                                   | Lichter der Stadt           | 2012 |
| Das Meer                     | Der Graf, Henning Verlage                                   | Große Freiheit              | 2010 |
| Das Uhrwerk                  | Der Graf                                                    | Moderne Zeiten              | 2006 |
| Dein Clown                   | Der Graf                                                    | Puppenspiel                 | 2008 |
| Dem Himmel so nah            | Der Graf, Markus Tombült, Henning Verlage                   | Gipfelstürmer               | 2014 |
| Der Berg (Intro)             | Der Graf, Markus Tombült, Henning Verlage                   | Gipfelstürmer               | 2014 |
| Der erste Schnee             | Der Graf, Roland Spremberg, Markus Tombült, Henning Verlage | Pures Gold – Best of Vol. 2 | 2017 |
| Der Gipfel (Outro)           | Der Graf, Markus Tombült, Henning Verlage                   | Gipfelstürmer               | 2014 |
| Der Himmel über mir          | Der Graf                                                    | Astronaut EP                | 2006 |
| Der Mann im Mond             | Der Graf                                                    | Das 2. Gebot                | 2003 |
| Der Sturm                    | Der Graf, Markus Tombült, Henning Verlage                   | Von Mensch zu Mensch        | 2016 |
| Der Vorhang fällt            | Der Graf                                                    | Puppenspiel                 | 2008 |
| Die alte Leier               | Der Graf                                                    | Spiegelbild EP              | 2008 |
| Die Bestie                   | Der Graf                                                    | Puppenspiel                 | 2008 |
| Die dritte Kerze             | Der Graf, Markus Tombült, Henning Verlage                   | Weihnachtslichter           | 2021 |
| Die erste Kerze              | Der Graf, Markus Tombült, Henning Verlage                   | Weihnachtslichter           | 2021 |
| Die Filmrolle                | Der Graf, Markus Tombült                                    | Zelluloid                   | 2004 |
| Die Macht                    | Der Graf, Grant Stevens, José Alvarez-Brill                 | Phosphor                    | 2001 |
| Die Muse                     | Der Graf                                                    | Freiheit EP                 | 2004 |
| Die neue Welt                | Der Graf                                                    | Für immer (Single)          | 2010 |
| Die Stadt                    | Der Graf, Henning Verlage                                   | Lichter der Stadt           | 2012 |
| Die vierte Kerze             | Der Graf, Markus Tombült, Henning Verlage                   | Weihnachtslichter           | 2021 |
| Die Weisheiten des Lebens    | Der Graf, Kiko Maßbaum, Markus Tombült, Henning Verlage     | Gipfelstürmer               | 2014 |
| Die zweite Kerze             | Der Graf, Markus Tombült, Henning Verlage                   | Weihnachtslichter           | 2021 |
| Discover the World           | Der Graf, Grant Stevens, José Alvarez-Brill                 | Phosphor                    | 2001 |

### E
| Titel                                                                           | Autoren                                   | Album                                                        | Jahr      |
| ------------------------------------------------------------------------------- | ----------------------------------------- | ------------------------------------------------------------ | --------- |
| Echo                                                                            | Der Graf, Markus Tombült, Henning Verlage | Gipfelstürmer                                                | 2014      |
| Ein grosses Leben                                                               | Kiko Masbaum, Der Graf                    | Lichter der Stadt                                            | 2012      |
| Ein guter Weg                                                                   | Oliver Pinelli, Der Graf                  | Lichter der Stadt                                            | 2012      |
| Ein letztes Lied                                                                | Der Graf, Markus Tombült, Henning Verlage | Von Mensch zu Mensch                                         | 2016      |
| Ein letztes Mal                                                                 | Der Graf                                  | Geboren um zu leben (Single)                                 | 2010      |
| Ein wahres Glück                                                                | Der Graf, Markus Tombült, Henning Verlage | Von Mensch zu Mensch                                         | 2016      |
| Einer von Millionen                                                             | Der Graf, Markus Tombült, Henning Verlage | MTV Unplugged: Unter Dampf – Ohne Strom Von Mensch zu Mensch | 2015 2016 |
| Eisenmann Eisenmann (MTV Unplugged) (mit Alea der Bescheidene & Thomas Lindner) | Oliver Pinelli, Der Graf                  | Lichter der Stadt MTV Unplugged: Unter Dampf                 | 2012 2015 |
| Egoist                                                                          | Der Graf, Markus Tombült, Henning Verlage | Von Mensch zu Mensch                                         | 2016      |
| Engel der Verkündung                                                            | Der Graf, Markus Tombült, Henning Verlage | Weihnachtslichter                                            | 2021      |
| Eva                                                                             | Der Graf                                  | Das 2. Gebot                                                 | 2003      |

### F
| Titel                 | Autoren                                   | Album                | Jahr |
| --------------------- | ----------------------------------------- | -------------------- | ---- |
| Fabrik der Liebe      | Der Graf                                  | Zelluloid            | 2004 |
| Fang mich auf         | Der Graf                                  | Puppenspiel          | 2008 |
| Feier dich!           | Der Graf                                  | Zelluloid            | 2004 |
| Fernweh               | Der Graf, Henning Verlage                 | Große Freiheit       | 2010 |
| Feuerengel            | Der Graf                                  | Puppenspieler        | 2008 |
| Feuerland             | Oliver Pinelli, Der Graf                  | Lichter der Stadt    | 2012 |
| Freiheit              | Der Graf                                  | Zelluloid            | 2004 |
| Für alle Zeit (Outro) | Der Graf, Markus Tombült, Henning Verlage | Von Mensch zu Mensch | 2016 |
| Für immer             | Der Graf, Henning Verlage                 | Große Freiheit       | 2010 |
| Funkenschlag          | Der Graf, Markus Tombült, Henning Verlage | Von Mensch zu Mensch | 2016 |

### G
| Titel                                                                           | Autoren                                                 | Album                                                  | Jahr      |
| ------------------------------------------------------------------------------- | ------------------------------------------------------- | ------------------------------------------------------ | --------- |
| Geboren um zu leben Geboren um zu leben (MTV Unplugged) (feat. Cassandra Steen) | Der Graf, Henning Verlage                               | Große Freiheit MTV Unplugged: Unter Dampf – Ohne Strom | 2010 2015 |
| Gelobtes Land                                                                   | Der Graf                                                | Moderne Zeiten                                         | 2006      |
| Gib mir mehr                                                                    | Der Graf                                                | Das 2. Gebot                                           | 2003      |
| Glaub an mich                                                                   | Der Graf                                                | Puppenspiel (Limited-Edition)                          | 2008      |
| Glück auf das Leben                                                             | Der Graf, Kiko Maßbaum, Markus Tombült, Henning Verlage | Gipfelstürmer                                          | 2014      |
| Goldene Zeiten                                                                  | Der Graf                                                | Moderne Zeiten                                         | 2006      |
| Goldrausch                                                                      | Der Graf, Markus Tombült, Henning Verlage               | Gipfelstürmer                                          | 2014      |
| Große Freiheit (feat. James Last)                                               | Der Graf, Henning Verlage                               | Große Freiheit Lichterland                             | 2010 2011 |

### H
| Titel                            | Autoren                                   | Album                | Jahr |
| -------------------------------- | ----------------------------------------- | -------------------- | ---- |
| Hallo Leben (Sotiria & Unheilig) | Der Graf, Markus Tombült, Henning Verlage | Hallo Leben          | 2018 |
| Halt mich                        | Der Graf, Henning Verlage                 | Große Freiheit       | 2010 |
| Hand in Hand                     | Der Graf, Markus Tombült, Henning Verlage | Gipfelstürmer        | 2014 |
| Heimatlos                        | Der Graf, Markus Tombült, Henning Verlage | Von Mensch zu Mensch | 2016 |
| Heimatstern                      | Der Graf, Henning Verlage                 | Große Freiheit       | 2010 |
| Held für einen Tag               | Der Graf, Markus Tombült, Henning Verlage | Gipfelstürmer        | 2014 |
| Helden                           | Der Graf                                  | Moderne Zeiten       | 2006 |
| Herz aus Eis                     | Der Graf                                  | Zelluloid            | 2004 |
| Herzland                         | Der Graf                                  | Das 2. Gebot         | 2003 |
| Herzwerk                         | Der Graf, Henning Verlage                 | Lichter der Stadt    | 2012 |
| Hexenjagd                        | Der Graf                                  | Spiegelbild EP       | 2008 |
| Himmelherz                       | Der Graf                                  | Zelluloid            | 2004 |
| Hinunter bis auf Eins            | Der Graf, Markus Tombült, Henning Verlage | Gipfelstürmer        | 2014 |
| Horizont                         | Der Graf                                  | Moderne Zeiten       | 2006 |
| Hört mein Wort                   | Der Graf                                  | Zelluloid            | 2004 |

### I
| Titel                                    | Autoren                                     | Album                | Jahr |
| ---------------------------------------- | ------------------------------------------- | -------------------- | ---- |
| Ich gehöre mir                           | Der Graf, Henning Verlage                   | Große Freiheit       | 2010 |
| Ich will alles                           | Der Graf                                    | Moderne Zeiten       | 2006 |
| Ich will leben (feat. Project Pitchfork) | Der Graf, Peter Spilles                     | Goldene Zeiten       | 2006 |
| Ich würd dich gern besuchen              | Der Graf, Markus Tombült, Henning Verlage   | Von Mensch zu Mensch | 2016 |
| Ikarus                                   | Der Graf, Grant Stevens, José Alvarez-Brill | Phosphor             | 2001 |

### J
| Titel            | Autoren  | Album        | Jahr |
| ---------------- | -------- | ------------ | ---- |
| Jetzt noch nicht | Der Graf | Das 2. Gebot | 2003 |

### K
| Titel           | Autoren                                   | Album                | Jahr |
| --------------- | ----------------------------------------- | -------------------- | ---- |
| Kalt            | Der Graf                                  | Schattenspiel        | 2008 |
| Kleine Puppe    | Der Graf                                  | Puppenspiel          | 2008 |
| Krieg der Engel | Der Graf                                  | Das 2. Gebot         | 2003 |
| Krieger         | Der Graf, Markus Tombült, Henning Verlage | Von Mensch zu Mensch | 2016 |
| Komm zu mir!    | Der Graf, Grant Stevens                   | Phosphor             | 2001 |

### L
| Titel                 | Autoren                                   | Album                       | Jahr |
| --------------------- | ----------------------------------------- | --------------------------- | ---- |
| Lampenfieber          | Der Graf                                  | Puppenspieler               | 2008 |
| Lass uns Liebe machen | Der Graf                                  | Moderne Zeiten              | 2006 |
| Lass uns tanzen       | Der Graf, Markus Tombült, Henning Verlage | Pures Gold – Best of Vol. 2 | 2017 |
| Lebe wohl             | Der Graf                                  | Astronaut EP                | 2006 |
| Leblos                | Der Graf                                  | Schattenspiel               | 2008 |
| Legenden              | Der Graf, Markus Tombült, Henning Verlage | Von Mensch zu Mensch        | 2016 |
| Lichter der Stadt     | Der Graf, Henning Verlage                 | Lichter der Stadt           | 2012 |
| Lichtermeer           | Der Graf, Markus Tombült, Henning Verlage | Lichterland                 | 2021 |
| Luftschiff            | Der Graf                                  | Moderne Zeiten              | 2006 |

### M
| Titel                       | Autoren                                     | Album                | Jahr |
| --------------------------- | ------------------------------------------- | -------------------- | ---- |
| Maschine                    | Der Graf                                    | Das 2. Gebot         | 2003 |
| Mein König                  | Der Graf                                    | Zelluloid            | 2004 |
| Mein Leben ist die Freiheit | Der Graf, Markus Tombült, Henning Verlage   | Von Mensch zu Mensch | 2016 |
| Memoria                     | Der Graf                                    | Puppenspiel          | 2008 |
| Menschenherz                | Der Graf                                    | Moderne Zeiten       | 2006 |
| Mein Berg                   | Der Graf, Markus Tombült, Henning Verlage   | Gipfelstürmer        | 2014 |
| Mein Stern                  | Der Graf                                    | Moderne Zeiten       | 2006 |
| Moderne Zeiten              | Der Graf                                    | Moderne Zeiten       | 2006 |
| Mona Lisa                   | Der Graf                                    | Das 2. Gebot         | 2003 |
| Morgengrauen                | Der Graf                                    | Freiheit EP          | 2004 |
| My Bride Has Gone           | Der Graf, Grant Stevens, José Alvarez-Brill | Phosphor             | 2001 |

### N
| Titel        | Autoren                   | Album                    | Jahr |
| ------------ | ------------------------- | ------------------------ | ---- |
| Nachtschicht | Der Graf, Henning Verlage | So wie du warst (Single) | 2012 |
| Neuland      | Der Graf, Henning Verlage | Große Freiheit           | 2010 |

### P
| Titel         | Autoren  | Album          | Jahr |
| ------------- | -------- | -------------- | ---- |
| Phönix        | Der Graf | Moderne Zeiten | 2006 |
| Puppenspieler | Der Graf | Puppenspiel    | 2008 |

### R
| Titel      | Autoren                                   | Album                                             | Jahr |
| ---------- | ----------------------------------------- | ------------------------------------------------- | ---- |
| Rache      | Der Graf                                  | Das 2. Gebot                                      | 2003 |
| Rückblende | Der Graf, Markus Tombült, Henning Verlage | Alles hat seine Zeit - Best of Unheilig 1999-2014 | 2014 |

### S
| Titel                                                                   | Autoren                                                   | Album                                                     | Jahr      |
| ----------------------------------------------------------------------- | --------------------------------------------------------- | --------------------------------------------------------- | --------- |
| Sage Ja!                                                                | Der Graf, Grant Stevens                                   | Phosphor                                                  | 2001      |
| Schenk mir ein Wunder                                                   | Der Graf, Henning Verlage                                 | Große Freiheit (Limited-Edition)                          | 2010      |
| Schlaflos                                                               | Der Graf                                                  | Spiegelbild EP                                            | 2008      |
| Schleichfahrt                                                           | Der Graf                                                  | Das 2. Gebot (Limited-Edition)                            | 2003      |
| Schmetterling                                                           | Der Graf                                                  | Freiheit EP                                               | 2004      |
| Schneller, höher, weiter                                                | Der Graf                                                  | Astronaut EP                                              | 2006      |
| Schutzengel                                                             | Der Graf                                                  | Das 2. Gebot                                              | 2003      |
| Seenot                                                                  | Der Graf, Henning Verlage                                 | Große Freiheit                                            | 2010      |
| Sei mein Licht                                                          | Der Graf                                                  | Puppenspiel                                               | 2008      |
| Sieh’ in mein Gesicht                                                   | Der Graf                                                  | Zelluloid                                                 | 2004      |
| Silence                                                                 | Der Graf, Grant Stevens                                   | Phosphor                                                  | 2001      |
| Skin                                                                    | Der Graf, Grant Stevens, José Alvarez-Brill               | Phosphor                                                  | 2001      |
| So wie du warst So wie du warst (MTV Unplugged) (feat. Cassandra Steen) | Der Graf, Henning Verlage                                 | Lichter der Stadt MTV Unplugged: Unter Dampf – Ohne Strom | 2012 2015 |
| Sonne (Schiller mit Unheilig)                                           | Der Graf, Christopher von Deylen                          | Sonne                                                     | 2012      |
| Sonnenaufgang                                                           | Der Graf                                                  | Moderne Zeiten                                            | 2006      |
| Sonnentag                                                               | Der Graf                                                  | Moderne Zeiten (Limited-Edition)                          | 2006      |
| Spiegelbild                                                             | Der Graf                                                  | Puppenspiel                                               | 2008      |
| Spielzeugmann                                                           | Der Graf                                                  | Puppenspiel (Limited-Edition)                             | 2008      |
| Stark                                                                   | Der Graf, Grant Stevens                                   | Phosphor                                                  | 2001      |
| Sterne hoch (feat. The Dark Tenor) Sterne hoch                          | Der Graf, Markus Tombült, Henning Verlage                 | Pures Gold – Best of Vol. 2 Weihnachtslichter             | 2017 2021 |
| Sternbild                                                               | Der Graf, Henning Verlage                                 | Große Freiheit                                            | 2010      |
| Sternenschiff                                                           | Der Graf                                                  | Das 2. Gebot                                              | 2003      |
| Stille Winternacht                                                      | Der Graf, Oliver Reimann, Markus Tombült, Henning Verlage | Weihnachtslichter                                         | 2021      |

### T
| Titel                     | Autoren                                     | Album                            | Jahr |
| ------------------------- | ------------------------------------------- | -------------------------------- | ---- |
| Tag für Sieger            | Der Graf                                    | Moderne Zeiten (Limited-Edition) | 2006 |
| Tage wie Gold             | Oliver Pinelli, Der Graf                    | Lichter der Stadt                | 2012 |
| Tanz mit dem Feuer        | Der Graf                                    | Zelluloid                        | 2004 |
| Tausend Rosen             | Der Graf, Markus Tombült, Henning Verlage   | Von Mensch zu Mensch             | 2016 |
| The Bad and the Beautiful | Der Graf, Grant Stevens, José Alvarez-Brill | Phosphor                         | 2001 |

### U
| Titel               | Autoren                   | Album             | Jahr |
| ------------------- | ------------------------- | ----------------- | ---- |
| Unsterblich         | Der Graf, Henning Verlage | Lichter der Stadt | 2012 |
| Unter deiner Flagge | Der Graf, Henning Verlage | Große Freiheit    | 2010 |
| Unter Feuer         | Der Graf, Henning Verlage | Große Freiheit    | 2010 |
| Untitled            | Der Graf, Grant Stevens   | Phosphor          | 2001 |

### V
| Titel                | Autoren                                   | Album                | Jahr |
| -------------------- | ----------------------------------------- | -------------------- | ---- |
| Vergessen            | Der Graf                                  | Lichter der Stadt    | 2012 |
| Vollmond             | Der Graf                                  | Das 2. Gebot         | 2003 |
| Von Mensch zu Mensch | Der Graf, Markus Tombült, Henning Verlage | Von Mensch zu Mensch | 2016 |
| Vorhang auf          | Der Graf                                  | Puppenspiel          | 2008 |

### W
| Titel                                              | Autoren                                     | Album                                             | Jahr |
| -------------------------------------------------- | ------------------------------------------- | ------------------------------------------------- | ---- |
| Walfänger                                          | Der Graf, Markus Tombült, Henning Verlage   | Von Mensch zu Mensch                              | 2016 |
| Weihnachtszeit                                     | Der Graf, Markus Tombült, Henning Verlage   | Weihnachtslichter                                 | 2021 |
| Wellenbrecher                                      | Der Graf                                    | Goldene Zeiten                                    | 2006 |
| Wenn du lachst                                     | Der Graf                                    | Zelluloid (Limited-Edition)                       | 2004 |
| Where Are You? / Wo bist du (Licky feat. Unheilig) | Der Graf, Markus Tombült, Henning Verlage   | Gravity Castle / Gipfelkreuz                      | 2014 |
| Wie in guten alten Zeiten                          | Der Graf, Markus Tombült, Henning Verlage   | Gipfelstürmer                                     | 2014 |
| Wie viele Jahre?                                   | Der Graf                                    | Puppenspiel                                       | 2008 |
| Wie wir waren (feat. Andreas Bourani)              | Roland Spremberg, Der Graf, Andreas Bourani | Lichter der Stadt                                 | 2012 |
| Willenlos                                          | Der Graf, Grant Stevens, José Alvarez-Brill | Phosphor                                          | 2001 |
| Willst du mich                                     | Der Graf                                    | Zelluloid                                         | 2004 |
| Winter / Winterland                                | Der Graf                                    | Große Freiheit – Winter Edition                   | 2010 |
| Wir sind alle wie eins                             | Der Graf, Markus Tombült, Henning Verlage   | Alles hat seine Zeit – Best of Unheilig 1999-2014 | 2014 |
| Wir sind die Gipfelstürmer                         | Der Graf, Markus Tombült, Henning Verlage   | Gipfelstürmer                                     | 2014 |

### Z
| Titel | Autoren                                   | Album                                                                    | Jahr           |
| --- | ----------------------------------------- | ------------------------------------------------------------------------ | -------------- |
| Zauberer | Der Graf                                  | Zelluloid                                                                | 2004           |
| Zeig mir, dass ich lebe                                                                                           | Der Graf                                  | Zelluloid (Limited-Edition)                                              | 2004           |
| Zeit zu gehen | Der Graf, Markus Tombült, Henning Verlage | Gipfelstürmer                                                            | 2014           |
| Zeitgeist | Der Graf, Markus Tombült, Henning Verlage | Alles hat seine Zeit - Best of Unheilig 1999-2014                        | 2014           |
| Zeitreise (feat. Xavier Naidoo) Zeitreise (MTV Unplugged) (feat. Helene Fischer) Zeitreise (feat. The Dark Tenor) | Xavier Naidoo, Kiko Masbaum, Der Graf     | Lichter der Stadt MTV Unplugged: Unter Dampf Pures Gold – Best of Vol. 2 | 2012 2015 2017 |
| Zelluloid | Der Graf                                  | Zelluloid                                                                | 2004           |
| Zinnsoldat | Der Graf                                  | Schutzengel EP                                                           | 2003           |
| Zwischen Licht und Schatten                                                                                       | Der Graf, Markus Tombült, Henning Verlage | Gipfelstürmer                                                            | 2014           |

## Coverversionen
| Titel                             | Autoren                                                   | Album                                              | Jahr |
| --------------------------------- | --------------------------------------------------------- | -------------------------------------------------- | ---- |
| Als ich bei meinen Schafen wacht  |                                                           | Frohes Fest                                        | 2002 |
| Die Lebenden und die Toten        | Annette Humpe                                             | Zeitgeschichte Das Beste von und für Annette Humpe | 2010 |
| Dornröschen                       | Brüder Grimm                                              | Schattenspiel                                      | 2008 |
| Es kommt ein Schiff, geladen      | Der Graf, Markus Tombült, Henning Verlage / Traditional   | Weihnachtslichter                                  | 2021 |
| Für mich soll’s rote Rosen regnen | Hans Hammerschmid, Hildegard Knef                         | MTV Unplugged: Unter Dampf – Ohne Strom            | 2015 |
| Ihr Kinderlein, kommet            | Christoph von Schmid                                      | Frohes Fest                                        | 2002 |
| Kling, Glöckchen, klingelingeling | Karl Enslin                                               | Frohes Fest                                        | 2002 |
| Knecht Ruprecht                   |                                                           | Tannenbaum EP                                      | 2002 |
| Lebensweg                         | Timo Gleichmann, Gunter Kopf, Jan Mischon, Jörg Alea Roth | Zirkus Zeitgeist                                   | 2015 |
| Leise rieselt der Schnee          | Eduard Ebel                                               | Frohes Fest                                        | 2002 |
| Macht hoch die Tür                | Der Graf, Markus Tombült, Henning Verlage / Traditional   | Weihnachtslichter                                  | 2021 |
| Morgen kommt der Weihnachtsmann   | Hoffmann von Fallersleben                                 | Frohes Fest                                        | 2002 |
| One of the Dead                   | Transpunk                                                 | Schutzengel EP                                     | 2003 |
| O Tannenbaum                      | Melchior Franck                                           | Frohes Fest                                        | 2002 |
| Schneeflöckchen, Weißröckchen     | Hedwig Haberkern                                          | Frohes Fest                                        | 2002 |
| Sternzeit (1. Strophe)            |                                                           | Frohes Fest                                        | 2002 |
| Sternzeit (2. Strophe)            |                                                           | Frohes Fest                                        | 2002 |
| Sternzeit (3. Strophe)            |                                                           | Frohes Fest                                        | 2002 |
| Sternzeit (4. Strophe)            |                                                           | Frohes Fest                                        | 2002 |
| Stille Nacht, heilige Nacht       | Franz Xaver Gruber, Joseph Mohr                           | Frohes Fest                                        | 2002 |
| Still, still, still               |                                                           | Frohes Fest                                        | 2002 |
| Süßer die Glocken nie klingen     | Friedrich Wilhelm Kritzinger                              | Frohes Fest                                        | 2002 |
| This Corrosion                    | Andrew Eldritch (The Sisters of Mercy)                    | Das 2. Gebot (Limited-Edition)                     | 2003 |
| Vollendung                        | Friedrich von Matthison                                   | Frohes Fest                                        | 2002 |
| Vorweihnachtszeit                 |                                                           | Tannenbaum EP                                      | 2002 |
| Weihnachtssaat                    | Der Graf, Markus Tombült, Henning Verlage / Traditional   | Weihnachtslichter                                  | 2021 |
| Weihnachtszeit                    |                                                           | Tannenbaum EP                                      | 2002 |